# Guido Meregalli
Guido Meregalli (Romagnano Sesia, 12 luglio 1895 – Milano, 22 gennaio 1960) è stato un pilota automobilistico italiano.

## Biografia
Celebre pilota degli anni '20 del XX secolo, vinse nel 1920 l'XI Targa Florio alla guida di una 4441 cm³ Nazzaro GP, davanti ad Enzo Ferrari. 
Fu anche pilota Diatto al fianco di Alfieri Maserati, con la quale vinse dal 1922 al 1924 tre edizioni consecutive del Circuito del Garda. Nel 1922, alla VI edizione della Coppa Florio, si schiantò con la sua Diatto ferendosi ed uccidendo uno dei suoi meccanici, Giuseppe Giacchino; in questa occasione, Meregalli venne aiutato in un primo soccorso da Henry Segrave. Passato alla Maserati nel 1926, non riuscì a finire il Gran Premio d'Italia e qui concluse la sua carriera di pilota.

## Albo d'oro - Principali vittorie
- 1920 Targa Florio                            Nazzaro GP
- 1922 Circuito del Garda                      Diatto 20
- 1923 Circuito del Garda                      Diatto 20S
- 1924 Circuito del Garda                      Diatto 20S